# Langast
Langast korábbi község Franciaországban, Côtes-d’Armor megyében. Lakosainak száma 582 fő (2018. január 1.). Langast La Motte, Plémy, Plessala és Plouguenast községekkel határos.
2019. január 1-jén Plouguenast korábbi községgel egyesült és az így létrejött Plouguenast-Langast új község része lett..

## Népesség
A település népességének változása:
| Lakosok száma | 778  | 695  | 645  | 646  | 637  | 638  | 632  | 652  | 635  | 582  |
|               | 1968 | 1975 | 1982 | 1999 | 2006 | 2011 | 2013 | 2016 | 2017 | 2018 |